# Daniel Boloca
Daniel Boloca (Chieri, 22 de diciembre de 1998) es un futbolista italiano, nacionalizado rumano, que juega en la demarcación de centrocampista para la U. S. Sassuolo Calcio de la Serie A. Es el hermano mayor del también futbolista Gabriele Boloca.

## Selección nacional
Hizo su debut con la selección de fútbol de Rumania el 17 de noviembre de 2022 en un encuentro amistoso contra Eslovenia que finalizó con un resultado de 1-2 a favor del combinado esloveno tras el gol de Denis Drăguș para Rumania, y de Benjamin Šeško y Andraž Šporar para el combinado esloveno.

## Clubes
| Club                  | País       | Año       | Partidos | Goles |
| --------------------- | ---------- | --------- | -------- | ----- |
| 1. FC Tatran Prešov   | Eslovaquia | 2017      | 1        | 0     |
| ASD Romanese          | Italia     | 2017-2018 | 9        | 1     |
| Pro Sesto 1913        | Italia     | 2018-2019 | 0        | 0     |
| ASD Francavilla       | Italia     | 2019      | 10       | 0     |
| Fossano Calcio        | Italia     | 2019-2020 | 26       | 4     |
| Frosinone Calcio      | Italia     | 2020-2023 | 82       | 2     |
| U. S. Sassuolo Calcio | Italia     | 2023-     | 67       | 6     |

## Palmarés

### Campeonatos nacionales
| Título  | Club                  | País   | Año     |
| ------- | --------------------- | ------ | ------- |
| Serie B | Frosinone Calcio      | Italia | 2022-23 |
| Serie B | U. S. Sassuolo Calcio | Italia | 2024-25 |